# Gerrit de Heere
Gerrit de Heere (Amsterdam, 1 maart 1657 – Colombo, 26 november 1702) was een koopman in dienst van de VOC. Hij was van 1693 tot 1694 opperhoofd in Deshima en van 1696 tot 1702 gouverneur van Ceylon.

## Deshima en Batavia

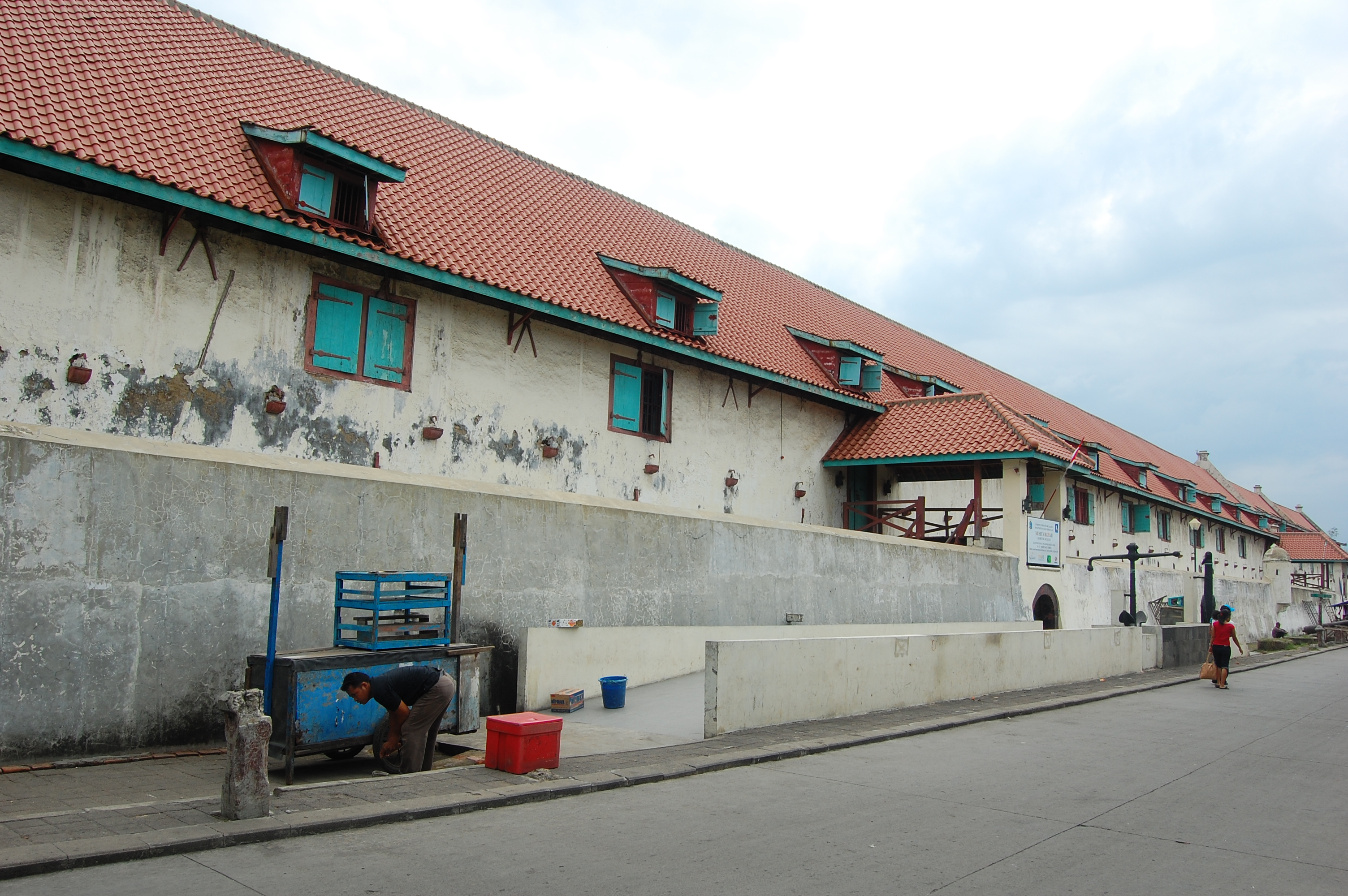
De Westzijdse pakhuizen in 2010

De Heere ging in 1677 als assistent voor de Kamer van Amsterdam met het schip Voorsigtigheyt naar Azië.
In 1680/81 was hij secunde (tweede man) in Deshima in Japan, onder het opperhoofd Isaac van Schinne. In april 1682 ging hij met het toenmalige opperhoofd Hendrik Cansius mee op de hofreis, het jaarlijkse gezantschap naar de shogun, toen Tokugawa Tsunayoshi. Naast de gebruikelijke rituelen moesten de Nederlanders vragen van de shogun beantwoorden, zoals waarom hun haar zo verschillend was, en moesten De Heere en een andere gezant een lied ten gehore brengen. Ze zongen het lied 'Phillis ik offer u mijn min'. Ook in de jaren daarna was hij regelmatig in Deshima, waar Nederlanders meestal kort verbleven op handelsreizen vanuit hun standplaats Batavia. In 1686 trouwde hij daar met Elisabeth Lucasz, een dochter van een koopman, Adriaen Lucasz, en Maria van Riebeeck, die een dochter was van Jan van Riebeeck. Ze kregen een zoon die de naam Jan kreeg.

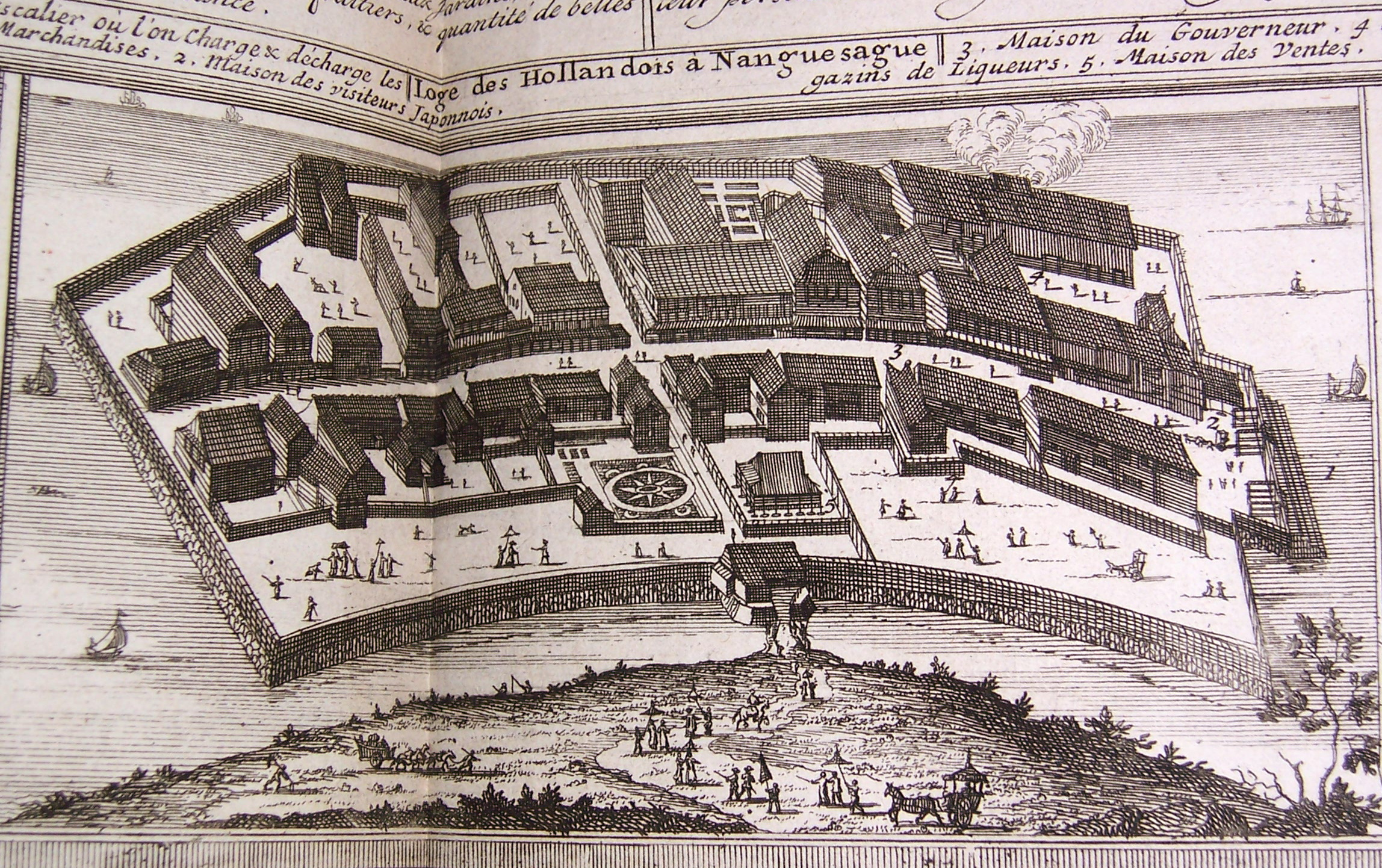
Deshima rond 1700

In 1688/89 was hij onderkoopman, en werd hij samen met Cornelis van Outhoorn weer naar Deshima gezonden. Van Outhoorn verving daar de vertrekkende Hendrik van Buijtenhem als opperhoofd. De Heere werd er weer tweede man. Van Outhoorn en Van Buijtenhem zouden elkaar een aantal keer afwisselen. Opperhoofden van Deshima mochten van de Japanners maar één jaar blijven. De VOC omzeilde dat gebod door dezelfde personen meerdere keren voor éénjarige periodes te laten terugkeren. Ook De Heere bleef er weer maar kort, want op 22 september 1691 werd hij eerste administrateur van de Westzijdse pakhuizen in Batavia. Een belangrijke functie, gezien de rol van Batavia als centraal opslag- en distributiecentrum van de Aziatische handel. De Westzijdse pakhuizen zouden lang blijven bestaan. Ze werden in de 70'er jaren van de twintigste eeuw nog gerestaureerd, waarna ze het scheepvaartmuseum van Jakarta huisden. In januari 2018 gingen ze echter voor een groot deel in vlammen op.
Op 25 april 1692 werd De Heere bevorderd tot koopman, en iets meer dan een jaar later, op 9 juni 1693, werd hij opperhoofd in Deshima. Hij volgde er Hendrik van Buijtenhem op die er zijn vierde en laatste opperhoofdschap op had zitten. De Heere verbleef er met slechts 8 man.

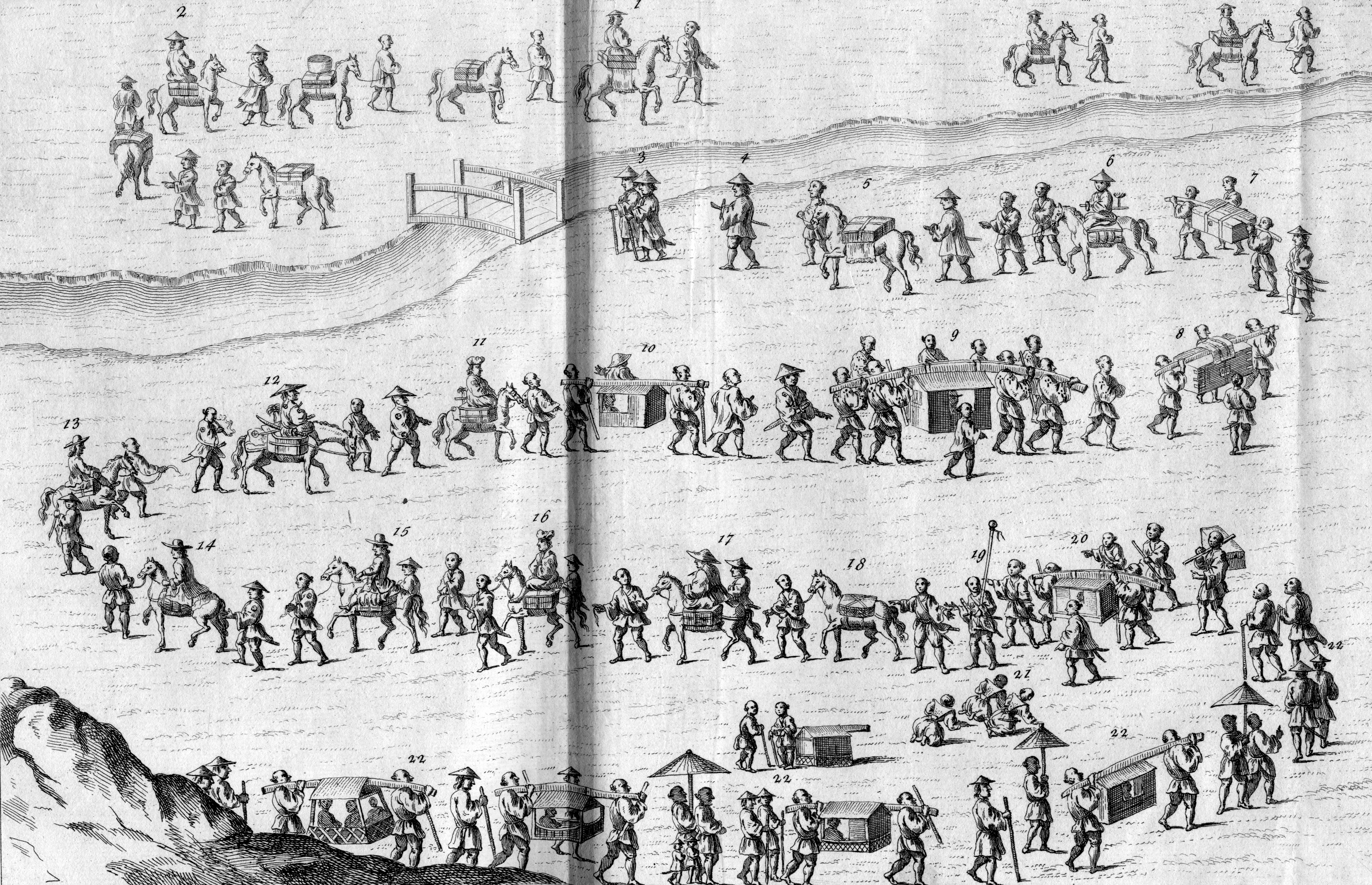
De Hofreis naar Edo in 1727

Deshima, een kunstmatig eiland in de baai van Nagasaki met een omtrek van 250 meter met meestal enkele tientallen Nederlandse bewoners, had in deze tijd zijn belangrijke positie in het inter-Aziatische handelsnetwerk van de VOC deels verloren. In 1668 hadden de Japanners een verbod uitgevaardigd op de export van zilver, waarmee de VOC in China en Bengalen zijde en in India textiel kocht om die in Oost-Indië weer te ruilen voor specerijen. Zo kon de afhankelijkheid van Spaans zilver verminderd worden. Sinds het verbod bestond de export uit Deshima uit goud en vooral koper, waarvan munten werden geslagen. Een voordeel voor in Deshima gestationeerde VOC medewerkers was dat hier bij hoge uitzondering particuliere handel was toegestaan, omdat de Japanners dat wilden. Ze konden dus aardig wat bijverdienen. Verder hadden ze een luxueus maar saai bestaan. Vrouwen en familie mochten ze niet meenemen. De enige keer dat ze van het eiland af mochten was met de jaarlijkse hofreis naar Edo die ze verplicht waren te maken. De Heere en zijn metgezellen vertrokken voor deze reis op 8 februari. In draagstoelen en een groot Japans gevolg legden ze de 3000 kilometer af naar het hof van shogun Tokugawa Tsunayoshi. Op 1 maart, Japans nieuwjaar sinds 1661, mochten ze op audiëntie. Ze overhandigden de shogun de geschenken waarom hij had gevraagd middels een verlanglijst genaamd 'Eisen van de Keizer'. De shogun zat in kleermakerszit geheel alleen in een groot vertrek, en keek De Heere zwijgend aan. Het heldere weer en het zonlicht gaven volgens De Heere 'dit perfecte gesigt groot faveur'. Op 4 mei waren ze weer terug in Deshima.
In november 1694 vertrok hij van Deshima met de fluit Spierdijk, die via Malakka naar Batavia voer, waar hij op 26 september benoemd was tot tweede opperkoopman van het kasteel Batavia.
De Heere's vrouw Elisabeth was inmiddels overleden en in 1695 hertrouwde hij in Batavia met Johanna van Riebeeck, de oudste dochter van Abraham van Riebeeck, die toen directeur-generaal was en later gouverneur-generaal werd. Abraham was een zoon van Jan van Riebeeck en dus een broer van de moeder van zijn eerste vrouw. Johanna was 16 toen ze trouwde. 22 jaar jonger dan haar echtgenoot.

## Ceylon
Op 29 april 1696 werd De Heere benoemd tot eerste opperkoopman, en nog geen maand later, op 16 mei, tot gouverneur van Ceylon, als opvolger van Thomas van Rhee die om aflossing gevraagd had. In november vertrok hij uit Batavia met het schip de Faam, en begon in zijn functie in Colombo op 22 februari 1697.

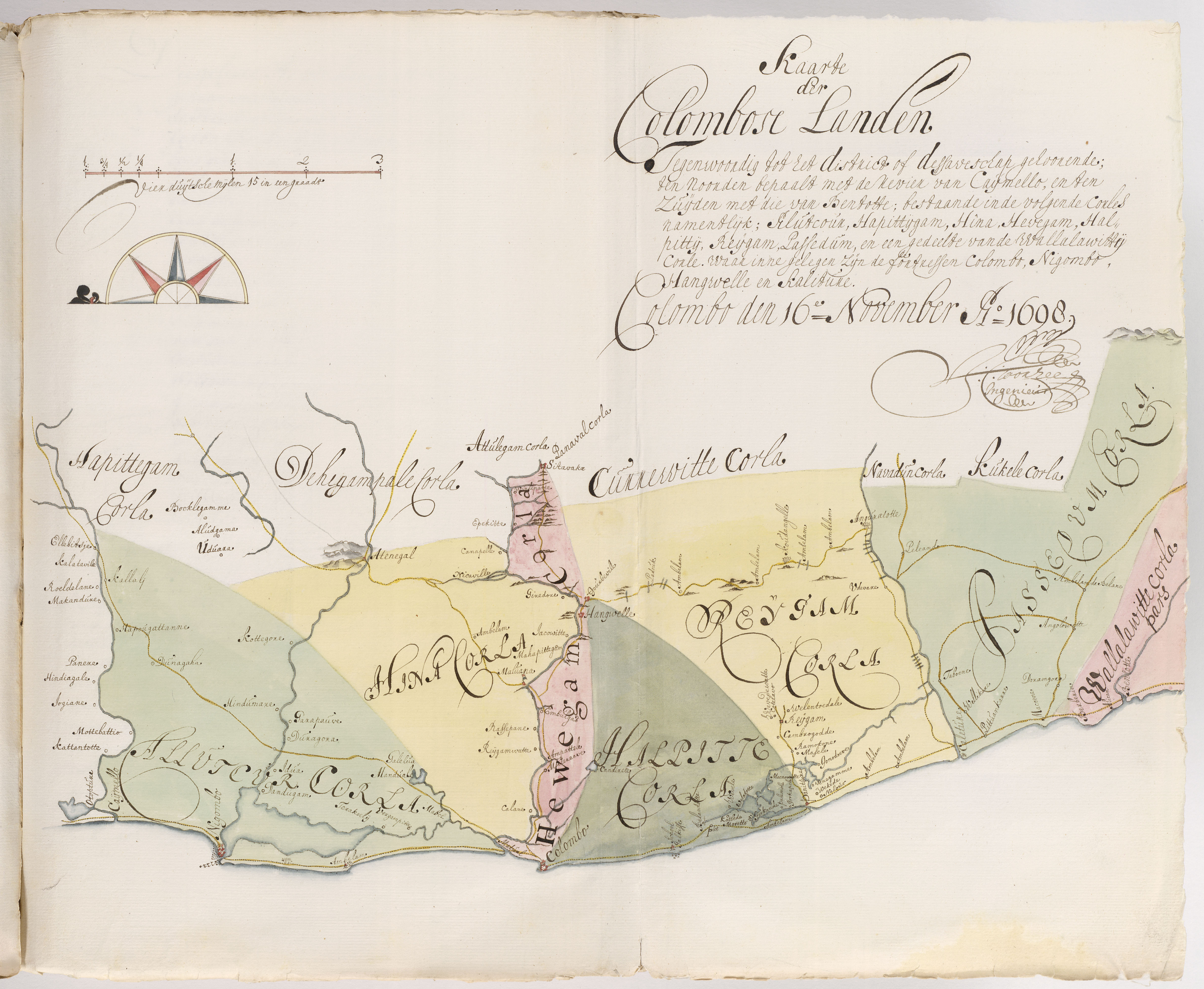
Kaart van het district Colombo, gemaakt in 1698 door Jan Toorzee in opdracht van gouverneur De Heere. Dit door de VOC bestuurde gebied liep in het noorden tot voorbij Negombo, in het zuiden tot Bentotte en in het oosten tot aan het fortje Sitawacke aan de Kelani rivier.

Op Ceylon was na het vertrek van de strijdlustige Rijcklof van Goens en zijn zoon Rijcklof van Goens de Jonge, en de dood in 1687 van de even strijdlustige koning van Kandy, Raja Singha II, het beleid van de VOC gericht op vrede en handhaving van de status quo. De gewoonte van gouverneur Laurens Pijl om zich in zijn brieven aan de koning 'des koning's gouverneur' te noemen in plaats van gouverneur van de VOC was traditie geworden. Door zich onderdanig op te stellen hoopte men te voorkomen dat de koning het kaneelschillen op het eiland zou laten verstoren. Kaneel was het belangrijkste exportproduct van Ceylon, waarmee de VOC veel winst maakte in Europa. De Heere waarschuwde echter dat in de brieven van de koning, inmiddels Vimaladharmasuriya II, verzoeken inmiddels als bevelen klonken. Ook vroeg de koning zich af waarom, als de gouverneur 'des konings gouverneur' was, hij de forten langs de kust niet aan hem overdroeg als de koning daarom vroeg. De VOC hield deze echter in bezit omdat de koning niet in staat was 'de onkosten te refunderen, seer vele millioenen rijcxdaelders bedragende'.
De Heere had uit Batavia de opdracht meegekregen de nieuwe koning te bewegen tot het sluiten van een nieuw verdrag (ondanks dat Van Rhee het niet nodig vond), waarvoor hij een kopie van het in 1638 door Adam Westerwoldt met Raja Singha gesloten contract en een concept voor een nieuw contract van Laurens Pijl meekreeg. De bedoeling was het bondgenootschap, dat in de kern berustte op exclusieve kaneelleveranties en soevereiniteit over de kustgebieden in ruil voor politieke en militaire steun tegen vijanden, een stabieler en blijvender karakter te geven. Kandy toonde echter nooit veel animo voor een nieuw verdrag. De gemeenschappelijke vijand (de Portugezen) was immers verdreven. Ook de openstelling van de havens van Trincomalee en Kalpitiya voor de handel met India, een steeds terugkerende eis van de Kandyanen, was onder gouverneur Van Rhee ingewilligd. Ondanks het ontbreken van een verdrag waarin dit schriftelijk geregeld was kon het kaneelschillen daarom ongehinderd doorgaan, wat de Compagnie veel uitgaven aan krijgsvolk bespaarde. In april 1700 werd De Heere daarom gevraagd verder af te zien van een nieuw verdrag en alles te laten zoals het was.

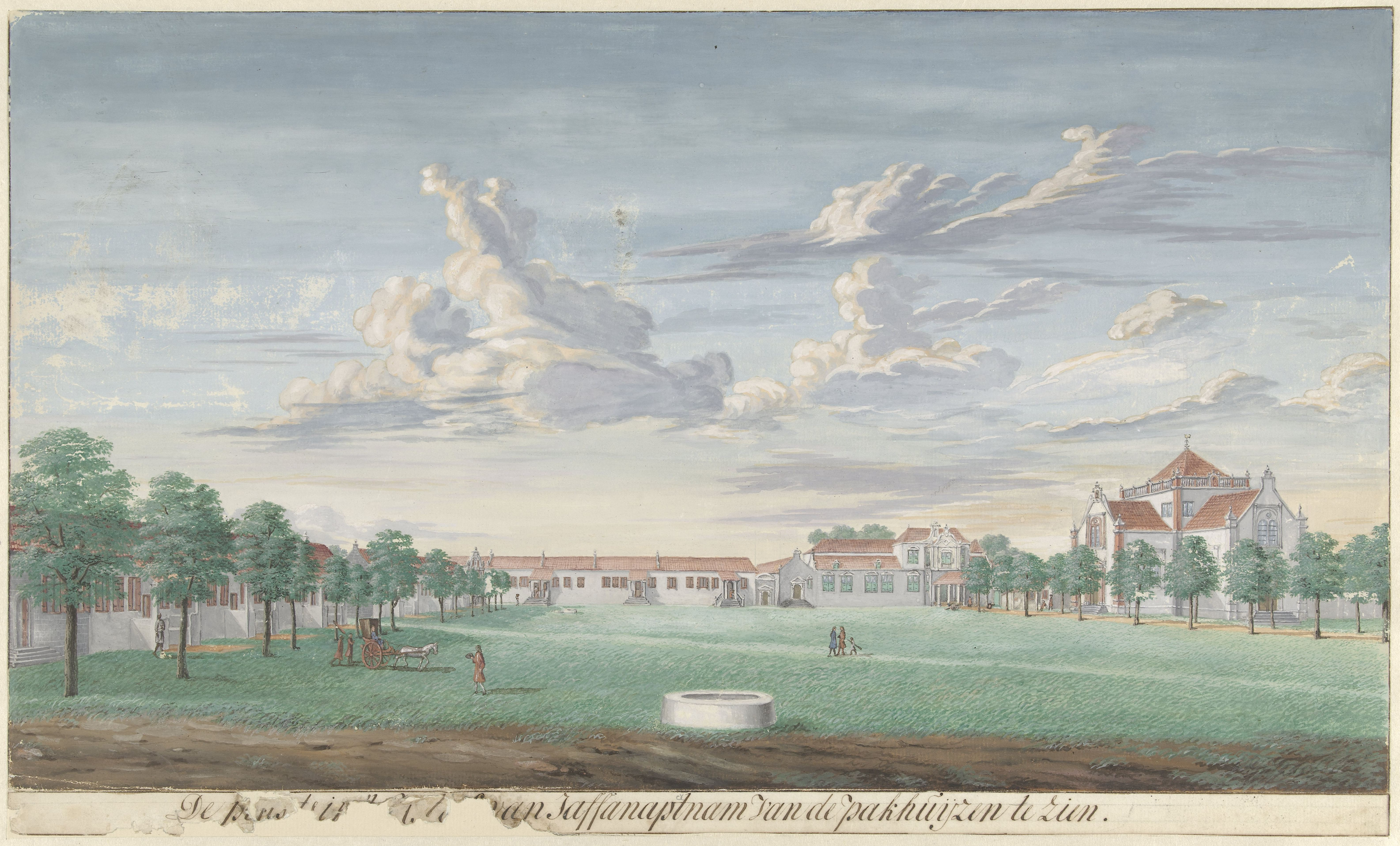
In het fort van Jaffna, ca. 1710

In Jaffna stelde De Heere een onderzoek in naar de handel in olifanten. Hij overlegde daarbij met de commandeur van Jaffna, Hendrik Zwaardecroon, wiens Memorie met instructies voor zijn opvolger hij in augustus 1697 uitgebreid van notities voorzag. Als resultaat van zijn onderzoek liet hij onder andere de weg van Negombo via Puttalam naar Jaffna opknappen zodat olifanten die gevangen waren bij Matara, waar ze veel voorkwamen, overland naar Jaffna konden worden gebracht in plaats van overzee. Ook voerde hij de veilingen van olifanten in Jaffna weer in. Deze waren in 1690 afgeschaft door Van Reede tot Drakestein en vervangen door vaste prijzen en een verloting. De kopers van de olifanten, handelaren uit het sultanaat Golkonda en Bengalen, waren echter ontstemd over deze maatregel. Ze waren er juist erg op gesteld van tevoren te weten hoeveel olifanten van welke grootte ze konden kopen. Kopers bleven toen weg, zodat een aantal olifanten onverkocht bleef. De Heere liet deze met schepen van de compagnie naar de markten in Bengalen en Negapatam brengen, maar dat was geen succes. De veilingen werden in 1704 op last van Batavia definitief weer vervangen door de methode van Van Reede.
Een andere maatregel van De Heere die in Batavia niet in goede aarde viel was het ontslaan van inlandse soldaten, de Toepassen, om te bezuinigen. Die bezuiniging was slechts schijn, want in hun plaats moesten duurdere Europese soldaten aangenomen worden die minder goed bestand waren tegen het klimaat en niet beter met geweren konden omgaan.
De laatste werkzaamheden aan het fort van Colombo werden in deze tijd voltooid. Het oorspronkelijke Portugese fort was verkleind en verbeterd volgens de moderne vestingbouwkunde.
De Heere reisde langs de kust van India om de parelvisserij te inspecteren, en zowel in 1697 als 1698 maakte hij reizen naar de belangrijkste handelsposten op het eiland. Van de reis in 1698 hield hij een dagboek bij dat in 1908 door Sophia Pieters is vertaald in het Engels en werd uitgegeven in Colombo. Ook in zijn opdracht door Jan Christiaansz. Toorzee gemaakte kaarten van de door hem bezochte plaatsen zijn bewaard gebleven.
In 1700 werd hij benoemd tot buitengewoon Raad van Indië. Tegen het einde van dat jaar vroeg hij aan Batavia om afgelost te worden omdat hij ziek was en aan slapeloosheid leed, waarop besloten werd dat hij in 1703 mocht aftreden. Eind 1702 was hij echter zo ziek dat hij niet meer kon werken. Op 19 december werd in Batavia Cornelis Jan Simonsz tot zijn opvolger benoemd. Tien dagen later kwam bericht uit Colombo dat De Heere op 26 november was overleden. Hij was 45. De koning van Kandy zond een condoleance-gezant. De Heere werd begraven in de kerk in het fort van Colombo. In 1813, toen die kerk tot een ruïne was vervallen, werd zijn graf samen met veel andere overgebracht naar de Wolvendaalkerk, waar het nu nog te zien is.
Johanna, zijn vrouw, ging terug naar Batavia, waar ze vier jaar later trouwde met de gouverneur-generaal, de 26 jaar oudere Joan van Hoorn.